# 曾努·穆赫辛
曾努·穆赫辛（Jugnu Mohsin，1958年—）是一位巴基斯坦出版人暨編輯，其總部設在拉合爾的巴基斯坦首份英文獨立新聞周刊《星期五時報》（The Friday Times）工作。她亦在新聞周刊上有一個每月一次的諷刺專欄。於1999年，她的丈夫兼《星期五時報》主編納詹姆·塞提因其工作而被三軍情報局綁架一個月。期間，因為三軍情報局在沒有起訴塞西的情況下拘留他，因此國際上不少組織均發起了要求釋放塞西的運動。同年，穆赫辛和塞西獲保護記者委員會頒發国际新闻自由奖。

## 創辦《星期五時報》
根據塞西指出，他們有了創辦巴基斯坦獨立報紙的靈感，原因是挫折。於1984年，塞西因「莫須有」式的版權指控而被監禁時，沒有任何一份報紙願意為他伸冤。因此，他們才有了創辦獨立報紙的靈感。翌年，他們以穆赫辛的名義申請報紙牌照，全因塞西在政府眼中已經「臭名昭著」，以其名義申請牌照是不可能的。儘管如此，政府仍然拖延至1987年才批准申請。可是，穆赫辛請求政府延後一年才發牌，以等待巴基斯坦獨裁者穆罕默德·齐亚·哈克的倒台。此報紙於1989年5月首次發行。

## 1999年綁架事件
於1999年初，英國廣播公司電視節目《通訊員》（Correspondent）訪問了穆赫辛的丈夫塞西，並準備報道巴基斯坦政府的腐敗。於五月初，聯繫人警告塞西政府有意介入他與《通訊員》製作組的合作，且官員亦在計劃拘捕他。於5月8日，政府間諜在塞西家中拘捕了他。穆赫辛指出，當時至少有8位持械人員破門入屋，攻擊居所的保安人員。當他們被問及有沒有拘捕令時，其中一人便恐嚇會槍殺塞西。之後，穆赫辛被綁起來，並被鎖在另一間房間中。
三軍情報局在沒有起訴塞西的情況下拘留了他達1個月。他被單獨監禁於拉合爾一個拘留中心中。為此，穆赫辛發起了一個釋放塞西的運動，並與一些國際非政府組織接觸。期間，她仍然繼續出版《星期五時報》。國際特赦組織公開表示他們相信塞西被捕與其對巴基斯坦政府腐敗的調查有關，並把他稱為良心犯。 總部設在美國的保護記者委員會亦為此向巴基斯坦總理納瓦茲·謝里夫發了一封抗議信，世界銀行集團主席詹姆斯·沃尔芬森亦致電謝里夫請求釋放塞西。
於6月1日，政府正式控訴塞西，並把他移交警方羈押。可是，巴基斯坦最高法院在翌日指出政府沒有提供足夠證據證明塞西有罪。塞西馬上獲釋，而政府亦撤消了控訴。於1999年，保護記者委員會頒予穆赫辛和塞西国际新闻自由奖。

## 《我的領主》
於1991年6月，穆赫辛和塞西出版公司萬佳圖書（Vanguard Books）出版了特赫米娜·杜蘭尼的《我的領主》（My Feudal Lord），一本關於杜蘭尼和政治家穆斯塔法·哈爾婚姻的書。書中，杜蘭尼指出自己曾被哈爾虐待。此書很快成為一本暢銷書。杜蘭尼之後與穆赫辛簽約，並給予她50%外國特許權使用費。
可是，於1999年5月19日，杜蘭尼召開記者招待會並宣佈《我的領主》為她帶來的收入全部被塞西騙去。之後，杜蘭尼起訴塞西在精神上的折磨她，而塞西亦反訴杜蘭尼誹謗。最後，塞西獲判無罪。

## 諷刺
在總統佩尔韦兹·穆沙拉夫的統治期間，穆赫辛寫了一個名為「濃粥和布什」（Mush and Bush）的諷刺專欄。她在專欄中寫了一段穆沙拉夫和美國總統喬治·W·布什的虛構對話。早前，她亦寫了一個名為「昏暗和專制的個性，他不能容忍不同政見」（dim and authoritarian personality, his intolerance of dissent）的諷刺專欄，諷刺總理納瓦茲·謝里夫。她的姐姐莫尼·穆赫辛亦有一個名為「交際花的日記」（Diary of a Social Butterfly），專門諷刺該國的社會精英。

## 觀點
穆赫辛倡導自由巴基斯坦的概念，並且反對原教旨主義。於2006年1月，她主張女人有權在參與馬拉松時穿著短褲而非沙麗克米茲。她亦反對前板球運動員伊姆蘭·汗加入政壇，全因他沒有經驗。

## 外部連結
- 《星期五時報》 （页面存档备份，存于）
- GoodTimes （页面存档备份，存于）